# Église de Nukunonu
La église de Nukunonu, est située à Nukunonu dans les Tokelau, territoire dépendant du Royaume de Nouvelle-Zélande. C'est l'église principale, deux autres églises étant présentes sur l'atoll de Fakaofo et de Atafu mais étant des églises à la fois congrégationalistes et catholiques.
L'église est sous la juridiction de la mission sui juris des Tokelau et suit le rite romain. Il est sous la responsabilité pastorale du prêtre Oliver P. Aro.
L'église est représenté sur un timbre tokelauien commémoratif de 2 $ émis en 2010 ; les deux autres églises y sont également présentes sur le timbre de 50 c et de 1 $.